# 旌东街道
旌东街道，是中华人民共和国四川省德阳市旌阳区下辖的一个乡镇级行政单位。

## 行政区划
旌东街道下辖以下地区：
沂河社区、东山社区、春锦社区、天山社区、龙井社区、旌湖社区、乐安社区和沱江社区。